# Crematogaster aculeata
Crematogaster aculeata is een mierensoort uit de onderfamilie van de Myrmicinae. De wetenschappelijke naam van de soort is voor het eerst geldig gepubliceerd in 1941 door Donisthorpe.